# Amt Pelkum
Das Amt Pelkum war bis zur Kommunalreform, die am 1. Januar 1968 in Kraft trat, ein Amt im Kreis Hamm, ab 1930 Kreis Unna. Es gehörte zur preußischen Provinz Westfalen und zum Land Nordrhein-Westfalen.

## Geographie

### Lage
Das Amt lag südlich der Lippe und bildete den Norden des Kreises/Landkreises Hamm bzw. Kreises Unna.

### Nachbarn
Das Amt Pelkum grenzte, im Norden beginnend im Uhrzeigersinn, an den Kreis Lüdinghausen, an die (seit 1901 kreisfreie) Stadt Hamm, an die Ämter Rhynern und Unna-Kamen, die amtsfreie Stadt Kamen sowie an die (bis 1928 zum Kreis Dortmund gehörende und seitdem kreisfreie) Stadt Lünen.

## Geschichte

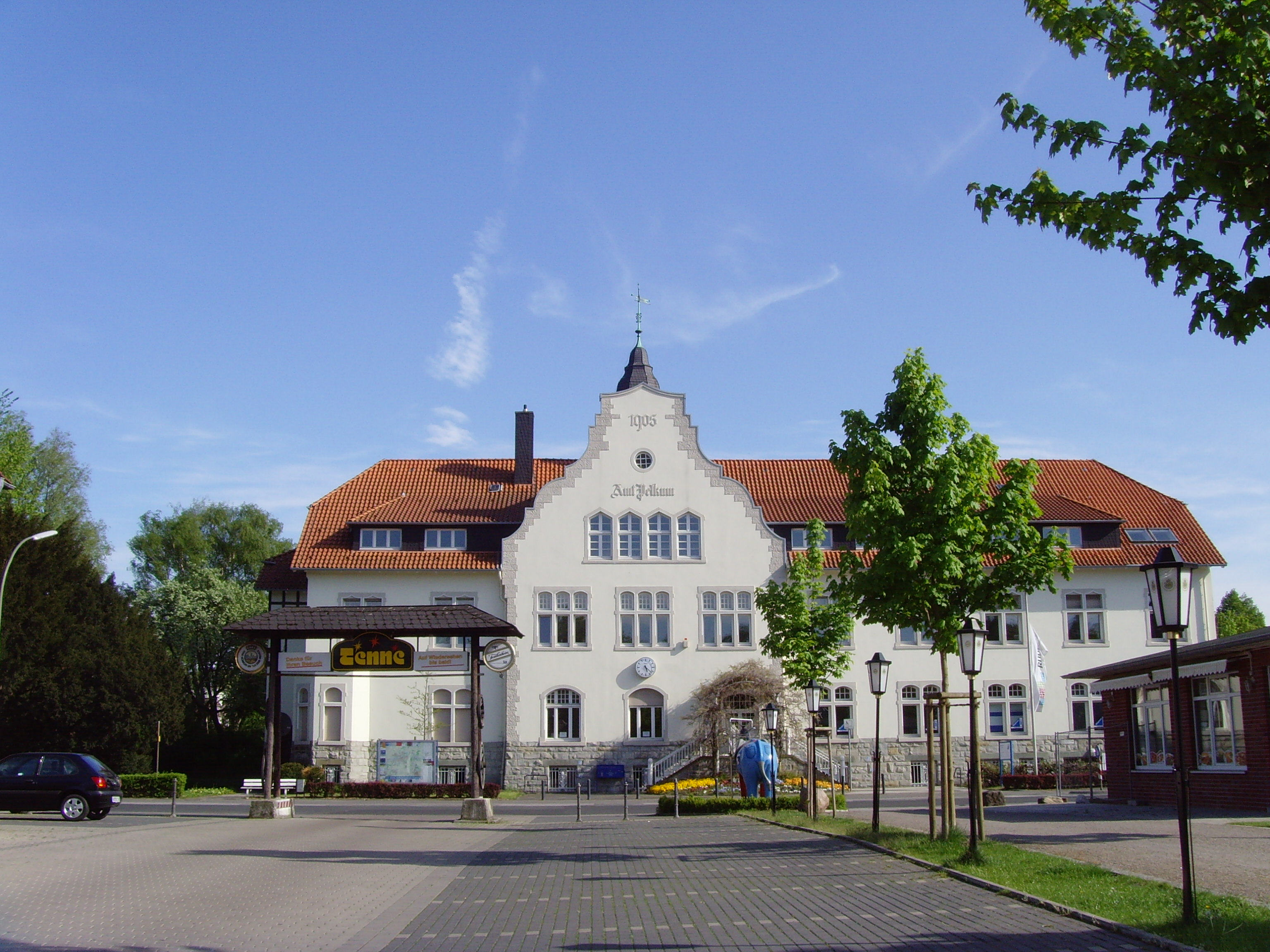
Das Pelkumer Amtshaus

Die preußische Landgemeindeordnung für die Provinz Westfalen von 1841 ersetzte die in der Franzosenzeit (1806 bis 1813) eingeführten Bürgermeistereien mit Wirkung ab 1843 durch Ämter. Das Amt Pelkum gehörte zunächst zum Kreis Hamm und umfasste anfänglich die 17 Gemeinden Altenbögge, Bergkamen, Bönen, Derne, Heil, Herringen, Lerche, Nordbögge, Osterbönen, Overberge, Pelkum, Rottum, Rünthe, Sandbochum, Weetfeld, Westerbönen und Wiescherhöfen.
Anlässlich der Auskreisung der Stadt Hamm am 1. April 1901 wurde aus dem Kreis der Landkreis Hamm. Nach einer Gebietserweiterung im Jahr 1929 wurde dieser im Oktober 1930 in Kreis Unna umbenannt.
Am 1. April 1951 wurden Altenbögge und Bönen zur Gemeinde Altenbögge-Bönen zusammengeschlossen. Am 1. Januar 1965 schied  die Gemeinde Herringen aus dem Amt aus und wurde amtsfrei.
Am 1. Januar 1966 wurden Bergkamen, Heil und Rünthe mit den Gemeinden Oberaden und Weddinghofen des Amtes Unna-Kamen zu einer neuen Gemeinde Bergkamen zusammengeschlossen, die aus dem Amt Pelkum ausschied und amtsfrei wurde.
Am 1. Januar 1968 wurde das nun noch zwölf Gemeinden umfassende Amt durch das Gesetz zur Neugliederung des Landkreises Unna aufgelöst. Lerche, Pelkum, Sandbochum und Weetfeld wurden mit Herringen zu einer neuen amtsfreien Gemeinde Pelkum zusammengeschlossen, Wiescherhöfen wurde nach Hamm eingemeindet, Altenbögge-Bönen, Nordbögge, Osterbönen sowie Westerbönen kamen zur neuen Gemeinde Bönen, Derne sowie Rottum kamen zu Stadt Kamen und Overberge kam zur Stadt Bergkamen.

## Gemeinden

### Gliederung der Bürgermeisterei Pelkum
Die Bürgermeisterei Pelkum war bis 1843 wie folgt gegliedert:
- A. Steuergemeinde Overberge
  - 1. Derne
  - 2. Rottum
  - 3. Lerche
  - 4. Overberge
  - 5. Bergkamen
- B. Kirchspiel Herringen
  - 6. Heil (gehört zur Steuergemeinde Rünt[h]e)
  - 7. Herringen (gehört zur Steuergemeinde Pelkum)
  - 8. Rünthe (gehört zur Steuergemeinde Rünt[h]e)
  - 9. Sandbochum (gehört zur Steuergemeinde Rünt[h]e)
  - 10. Wiescherhöfen (gehört zur Steuergemeinde Pelkum)
- C. Kirchspiel Pelkum
  - 11. Pelkum (gehört zur Steuergemeinde Pelkum)
- D. Kirchspiel und Steuergemeinde Bönen 
  - 12. Bönen
  - 13. Osterbönen
  - 14. Westerbönen
  - 15. Altenbögge
  - 16. Nordbögge
  - 17. Weetfeld

Die 17 Orte der Bürgermeisterei wurden Landgemeinden im Amt Pelkum im Sinne der 
Landgemeindeordnung für die Provinz Westfalen.

### Gebietsänderungen
| Datum      | Gemeinde vor der Änderung                                                         | Maßnahme        | Gemeinde nach der Änderung |
| ---------- | --------------------------------------------------------------------------------- | --------------- | -------------------------- |
| 01.04.1932 | Heil, Gebietsteile                                                                | Umgliederung    | Oberaden (Amt Unna-Kamen)  |
| 01.04.1951 | Altenbögge, Bönen                                                                 | Zusammenschluss | Altenbögge-Bönen           |
| 01.01.1966 | Bergkamen, Heil, Oberaden (Amt Unna-Kamen), Rünthe, Weddinghofen (Amt Unna-Kamen) | Zusammenschluss | Bergkamen, amtsfrei        |

### Verbleib der Gemeinden
| Gemeinde         | Datum der Änderung | Gemeinde bis 1974            | Gemeinde ab 1975 |
| ---------------- | ------------------ | ---------------------------- | ---------------- |
| Altenbögge-Bönen | 01.01.1968         | Bönen                        | Bönen            |
| Bergkamen        | 01.01.1966         | Bergkamen                    | Bergkamen        |
| Derne            | 01.01.1968         | Kamen                        | Kamen            |
| Heil             | 01.01.1966         | Bergkamen                    | Bergkamen        |
| Herringen        | 01.01.1968         | Pelkum                       | Hamm             |
| Lerche           | 01.01.1968         | Pelkum                       | Hamm             |
| Nordbögge        | 01.01.1968         | Bönen                        | Bönen            |
| Osterbönen       | 01.01.1968         | Bönen                        | Bönen            |
| Overberge        | 01.01.1968         | Bergkamen                    | Bergkamen        |
| Pelkum           | 01.01.1968         | Pelkum, Gebietsteile zu Hamm | Hamm             |
| Rottum           | 01.01.1968         | Kamen                        | Kamen            |
| Rünthe           | 01.01.1966         | Bergkamen                    | Bergkamen        |
| Sandbochum       | 01.01.1968         | Pelkum                       | Hamm             |
| Weetfeld         | 01.01.1968         | Pelkum                       | Hamm             |
| Westerbönen      | 01.01.1968         | Bönen                        | Bönen            |
| Wiescherhöfen    | 01.01.1968         | Hamm, Gebietsteile zu Pelkum | Hamm             |